# President Roxas (Capiz)
President Roxas is een gemeente in de Filipijnse provincie Capiz op het eiland Panay. Bij de laatste census in 2007 had de gemeente ruim 28 duizend inwoners.

## Geografie

### Bestuurlijke indeling
President Roxas is onderverdeeld in de volgende 22 barangays:
| - Aranguel - Badiangon - Bayuyan - Cabugcabug - Carmencita - Cubay - Culilang - Goce - Hanglid - Ibaca - Madulano | - Manoling - Marita - Pandan - Pantalan Cabugcabug - Pinamihagan - Poblacion - Pondol - Quiajo - Sangkal - Santo Niño - Vizcaya |

## Demografie
President Roxas had bij de census van 2007 een inwoneraantal van 28.459 mensen. Dit zijn 928 mensen (3,4%) meer dan bij de vorige census van 2000. De gemiddelde jaarlijkse groei komt daarmee uit op 0,46%, hetgeen lager is dan het landelijk jaarlijks gemiddelde over deze periode (2,04%). Vergeleken met de census van 1995 is het aantal mensen met 3.764 (15,2%) toegenomen.

De bevolkingsdichtheid van President Roxas was ten tijde van de laatste census, met 28.459 inwoners op 77,88 km², 365,4 mensen per km².